# Osoblaha
Osoblaha település Csehországban, Bruntáli járásban. Osoblaha Bohušov, Slezské Pavlovice, Hlinka és Dívčí Hrad településekkel határos. Lakosainak száma 1022 fő (2024. január 1.).

## Népesség
A település lakosságának változását az alábbi diagram mutatja:
| Lakosok száma | 3682 | 3622 | 2664 | 563  | 828  | 1153 | 1084 | 1096 | 1064 | 1022 |
|               | 1869 | 1890 | 1921 | 1950 | 1980 | 2001 | 2017 | 2019 | 2022 | 2024 |